# Kintzig János
Kintzig János József Antal (nyéki) (Tövisegyháza/Simánd, 1870. szeptember 7. – Arad, 1939. július 14.) főispán.

## Életpályája
A középiskola után a hohenheimi gazdasági egyetemen és a magyaróvári gazdasági akadémián folytatta tanulmányait. 1915 decemberében nevezték ki Arad vármegye főispánjává. A Tisza-kormány távozásakor (1917) ő is lemondott állásáról, de az új főispán hivatalba lépéséig még tovább vezette az ügyeket. Ezután nyugalomba vonult és újra átvette tövisegyházai családi birtokának vezetését. A kommunizmus idején (1919) az aradi ellenforradalmi kormány földművelésügyi minisztere lett (1919), majd Szegedre ment és Károlyi Gyula gróffal, az ellenforradalmi kormány miniszterelnökével együtt ő is beadta lemondását. Arad vármegye gazdasági életében tevékeny részt vett és számos kereskedelmi és ipari vállalat vezetőségének tagja volt.

## Családja
Szülei: Kintzig János (1828–1904) nagybirtokos és Zeitlinger Lujza (1838–1904) voltak. 1900. június 9-én, Békéscsabán házasságot kötött Beliczey Erzsébet Margit Gabriellával. Két gyermekük született: Georgette (1901–1945) és János (1903–1961).